# Camada leucoplaquetária

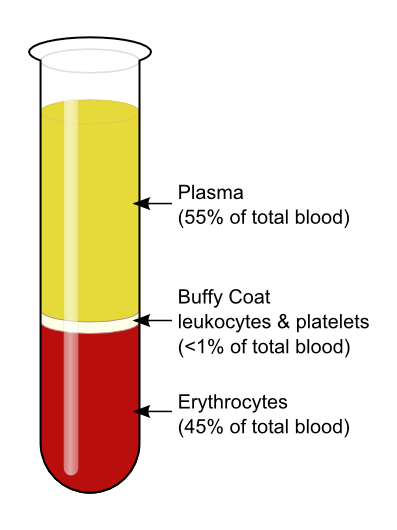
Componentes do sangue após centrifugação

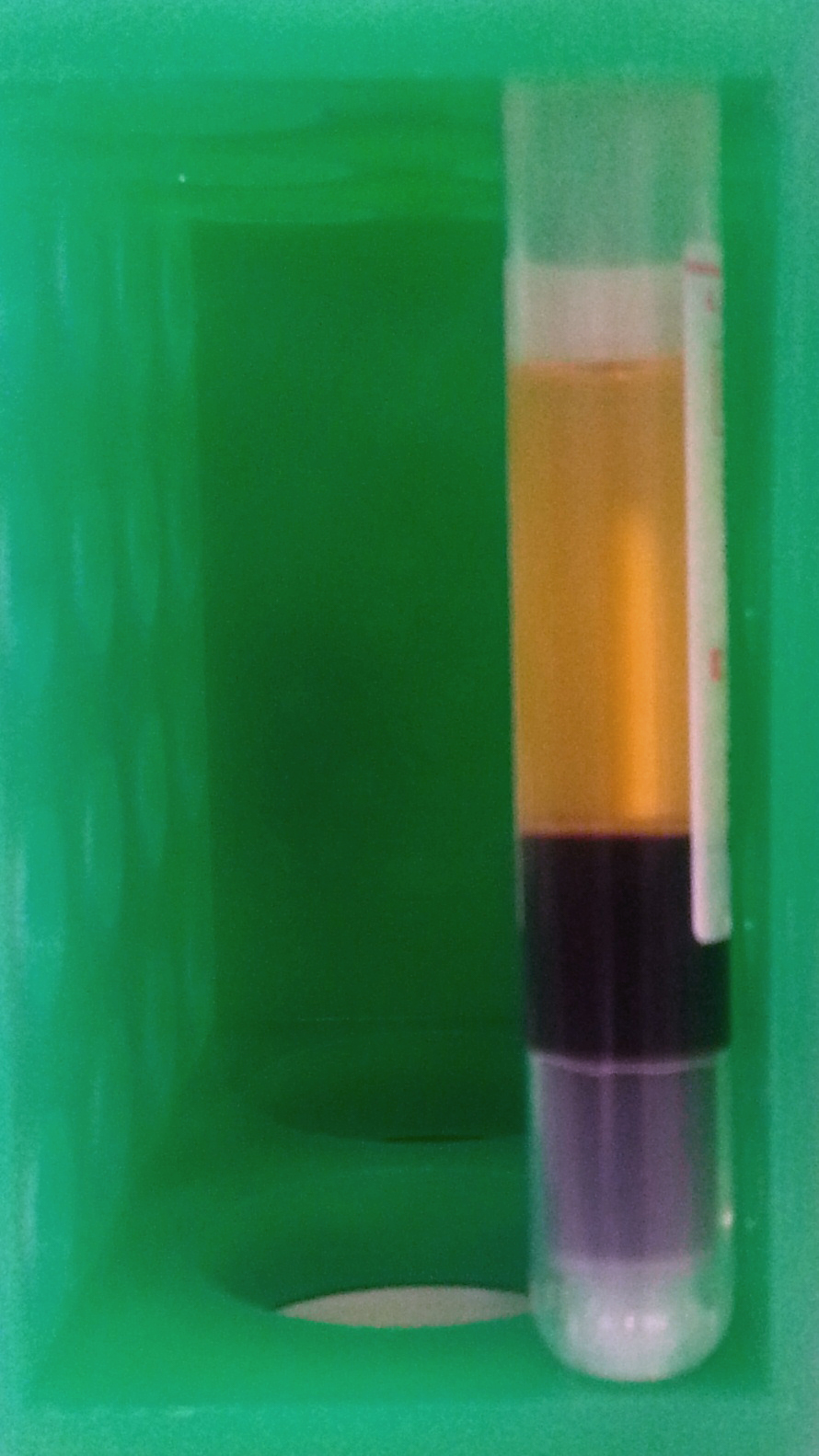
Sangue humano após separação por centrifugação. O plasma (camada superior), a camada leucoplaquetária (camada branca no meio) e a camada de eritrócitos (células vermelhas) podem ser vistos

A camada leucoplaquetária é a fração de uma amostra de sangue anticoagulado que contém a maioria das células brancas do sangue e plaquetas após a centrifugação.

## Descrição
Depois da centrifugação, pode-se distinguir uma camada de líquido claro (o plasma), uma camada de líquido vermelho contendo a maioria das células vermelhas, e uma camada fina no meio. Compondo menos do que 1% do volume total do sangue, a camada leucoplaquetária, contém a maioria das células brancas do sangue e plaquetas. A camada leucoplaquetária é usualmente de cor esbranquiçada, mas às vezes é verde se a amostra de sangue contém uma grande quantidade de neutrófilos, que são ricos em mieloperoxidase, de cor verde. A camada abaixo da leucoplaquetária contém granulócitos e células vermelhas do sangue.
A camada leucoplaquetária é comumente utilizada para extração de DNA, com as células brancas fornecendo fontes aproximadamente 10 vezes mais concentradas de células nucleadas. Elas são extraídas do sangue de mamíferos porque as células vermelhas mamíferas do sangue são anucleadas e não contêm DNA. O protocolo comum é armazenar espécimes de camada leucoplaquetária para futura isolação de DNA e esses podem permanecer em armazém congelado por muitos anos.

## Usos diagnósticos
Camada leucoplaquetária quantitativa (CLQ), baseada na estratificação centrífuga de componentes do sangue é um teste laboratorial para detecção de parasitas de malária, assim como para outros parasitas do sangue.
O sangue é apanhado em um tubo capilar de CLQ que é revestido com laranja de acridina (um corante fluorescente) e centrifugado; os eritrócitos parasitados fluorescentes se concentram em uma camada que pode então ser observada por um microscópio de fluorescência, sob luz ultravioleta na interface entre as células vermelhas e a camada leucoplaquetária. Esse teste é mais sensível do que o esfregaço de sangue convencionall e em mais de 90% dos casos a espécie do parasita também ser identificada.
Em casos de contagem extremamente baixa de células brancas, pode ser difícil realizar um diferencial manual dos vários tipos de células brancas, e pode ser virtualmente impossível obter um diferencial automatizado. Em casos assim, o analista clínico pode obter uma camada leucoplaquetária, da qual um esfregaço sanguíneo é feito. Esse esfregaço contém um número muito maior de células brancas do sangue do que sangue total.